# محمد مرزوق (لاعب كرة قدم إماراتي)
محمد مرزوق (مواليد 23 يناير 1989، لاعب كرة قدم إماراتي دولي يجيد اللعب في الدفاع مع نادي شباب الأهلي في دوري الخليج العربي الإماراتي والمنتخب الإماراتي.
لعب سابقاً مع نادي الجزيرة والشباب .

## نادي شباب الأهلي دبي
كان يلعب مع النادي الأهلي وبعد دمج أندية الأهلي و نادي الشباب ونادي دبي تحت مسمى نادي شباب الأهلي تم ضمه إلى نادي شباب الأهلي .

## وصلات خارجية
- محمد مرزوق على موقع الاتحاد الدولي (مؤرشف)  (الإنجليزية)
- محمد مرزوق على موقع Soccerway.com (الإنجليزية)